# Národní park Saguaro
Národní park Saguaro (anglicky Saguaro National Park) je národní park na jihozápadě Spojených států amerických v blízkosti hranice s Mexikem. Leží na jihu Arizony, v okolí města Tucson. Park se dělí na dvě části, západní a východní část. Tucson leží mezi nimi. Saguaro leží v hornaté severní části Sonorské pouště. Byl zřízen na ochranu stejnojmenného kaktusu saguaro (Carnegiea gigantea). Přírodní rezervace v této oblasti byla založena v roce 1933, v roce 1994 se stala národním parkem.
V parku roste 1 300 druhů rostlin a žije zde 300 druhů zvířat.